# Grande anglo-francês branco e preto
A grande anglo-francês branco e preto[Nota] (em francês:  grand anglo-français blanc et noir) é uma raça de sabujo quase exclusivamente utilizada para caçar presas grandes, como cervos e javalis, raramente vista como companhia. Assim como os branco e preto franceses, estes animais extintos foram recriados. Na época da Revolução Francesa, suas cores foram obtidas através dos cruzamentos entre os foxhouns ingleses e raças locais, como o poitevin. De adestramento considerado fácil, é um animal que pode atingir os 35,5 kg.